# Casa Masana
Casa Masana és una obra de Caldes de Montbui (Vallès Oriental) protegida com a bé cultural d'interès local.

## Descripció
Casa unifamiliar entre mitgeres, de planta baixa i dos pisos, amb un petit jardí a la part posterior. A principis de segle XX era la típica casa d'estiueig.
L'estructura és la tradicional de murs portants amb forjats unidireccionals de bigues de fusta. La coberta és inclinada de teula àrab, quedant amagada per un ampit que fa de remat de la façana. Aquesta originàriament era simètrica respecte a un eix de simetria central. Actualment, degut a les diferents remodelacions de la distribució interior, l'alçat en planta baixa ha sofert modificacions tant en la posició com en la mida i la proporció dels forats. L'alçat té proporcions verticals, degut a l'alineació dels forats en tres franges i a la subdivisió d'aquest en tres sectors verticals, fent servir la variació de mides en obertures i balcons amb l'alçada. L'edifici queda rematat per un original coronament a manera de barana amb formes lliures i sinuoses d'inspiració modernista, format per una espècie de medallons molt utilitzats en l'època, i que podem observar en quasi totes les obres modernistes de Caldes. Cal mencionar també els ornaments i acabats de la façana que són esgrafiats i estucats, imitant algunes vegades la pedra picada; el treball de forja de les balconades i els remats decoratius de ceràmica formant una sèrie de franges compositives molt singulars i de gran bellesa plàstica.

## Història
Segons algunes fonts adoptaria el nom de Casa Masana.
No es coneix l'autor de l'obra, encara que podria ser de Manuel Raspall, el mateix arquitecte que va fer la Casa Canals i la Font del Lleó, entre d'altres. Aquesta possible autoria està fonamentada en la inclusió en l'edifici de bastants elements arquitectònics molt utilitzats en les obres d'aquest autor, i alhora amb la certesa que aquest fou arquitecte municipal de Caldes en aquella època.
La casa està situada en el passeig del Remei, construït pels volts de 1860 i empedrat entre els anys 1918 i 1919. Pren el nom de l'ermita del Remei. Les edificacions del passeig es realitzaren principalment a finals de segle xix i principis del XX, encara que posteriorment s'han realitzat moltes modificacions, fonamentalment a l'interior de les cases. L'arquitectura és força homogènia, sobretot amb la tipologia bastant similar de cases unifamiliars d'estiueig entre mitgeres, ja que es varen construir totes en un determinat període bastant curt.